# Auenheim-Rienau
Auenheim-Rienau ist ein Siedlungsteil des Ortsteils Horschlitt der Stadt Werra-Suhl-Tal im Wartburgkreis in Thüringen, Deutschland.

## Lage
Auenheim-Rienau befindet sich südöstlich von Berka/Werra und nördlich von Horschlitt an der Landesstraße 1022.

## Geschichte
Die älteste bekannte Urkunde mit Bezug auf den Ort Auenheim wurde am 20. Januar 772 ausgestellt.
Für den Ort Rienau erfolgte die Ersterwähnung am 17. Juli 1231.
Die Gemeinde Auenheim-Rienau bestand aus den beiden Ortsteilen Auenheim und Rienau. Am 1. Juli 1974 wurde Auenheim-Rienau in die Gemeinde Horschlitt eingemeindet; am 18. März 1994 wurden beide Orte Stadtteile von Berka/Werra, am 1. Januar 2019 als Teil des Stadtteils Horschlitt von Werra-Suhl-Tal.